# سرطان كماني أنيق
سرطان كماني أنيق (الاسم العلمي: Uca elegans) هو نوع من الحيوانات يتبع جنس السرطان الكماني من فصيلة السرطانات الشبحية.